# Ceutorhynchus leprieuri
Ceutorhynchus leprieuri é uma espécie de insetos coleópteros polífagos pertencente à família Curculionidae.
A autoridade científica da espécie é C. Brisout, tendo sido descrita no ano de 1881.
Trata-se de uma espécie presente no território português.